# Immanuel Bekker

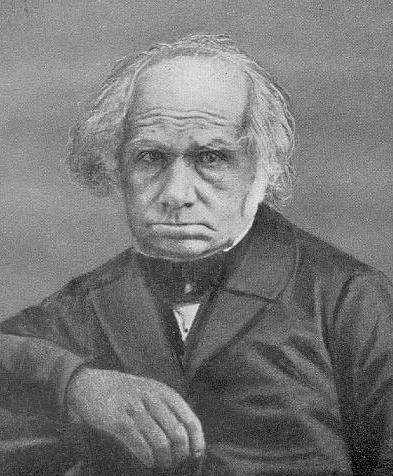
Immanuel Bekker

Immanuel Bekker (* 21. Mai 1785 in Berlin als August Emanuel Bekker; † 7. Juni 1871 ebenda) war ein deutscher Altphilologe.

## Leben
Immanuel Bekker studierte in Halle bei Friedrich August Wolf und gilt als dessen bedeutendster Schüler. Auf Empfehlung Wolfs wurde er 1810 an die neu gegründete Universität Berlin berufen und 1815 Mitglied der Preußischen Akademie der Wissenschaften. Seit 1833 war er auswärtiges Mitglied der Bayerischen Akademie der Wissenschaften. 1861 wurde er in die American Academy of Arts and Sciences gewählt.
Bekker galt als sprachkundig und wortkarg (Friedrich Schleiermacher: „Bekker schweigt in sieben Sprachen“). Auf teilweise mehrjährigen Reisen nach Paris, Italien und Großbritannien sah er griechische Handschriften zur Vorbereitung kritischer Editionen ein.
Bekkers Bedeutung liegt vor allem in der Edition der ersten modernen Aristoteles-Gesamtausgabe. Mit der Angabe der Bekker-Seite wird nach dieser auch heute noch zitiert. Daneben veröffentlichte er kritische Editionen zahlreicher weiterer antiker (fast ausschließlich griechischer) und mittelalterlicher, vor allem byzantinischer Schriftsteller (insgesamt etwa 140 Bände), die im 19. Jahrhundert als vorbildhaft galten, insbesondere die Ausgaben Platons und Homers sowie Schriften von Aristophanes.

## Werke
- Ducas: Historia Byzantina. Herausgegeben von Immanuel Bekker (Weber, Bonn 1834).
- Niketas Choniates: Historia. Herausgegeben von Immanuel Bekker (Weber, Bonn 1835).
- Phrantzis, G., Chronicon, bearbeitet von Bekker, August Immanuel (Bonn:  Weber, 1838).
- Khalkokondhýlis, ‘Laónikos' (i.e. Nikólaos), De Origine et Rebus Gestis Turcarum, bearbeitet von Bekker, August Immanuel (Bonn:  Weber, 1843).
- Attaleiátis, Michael, Historia, bearbeitet von Bekker, August Immanuel (Bonn:  Weber, 1853).